# Pastoraal bezoek van paus Johannes Paulus II aan Nederland

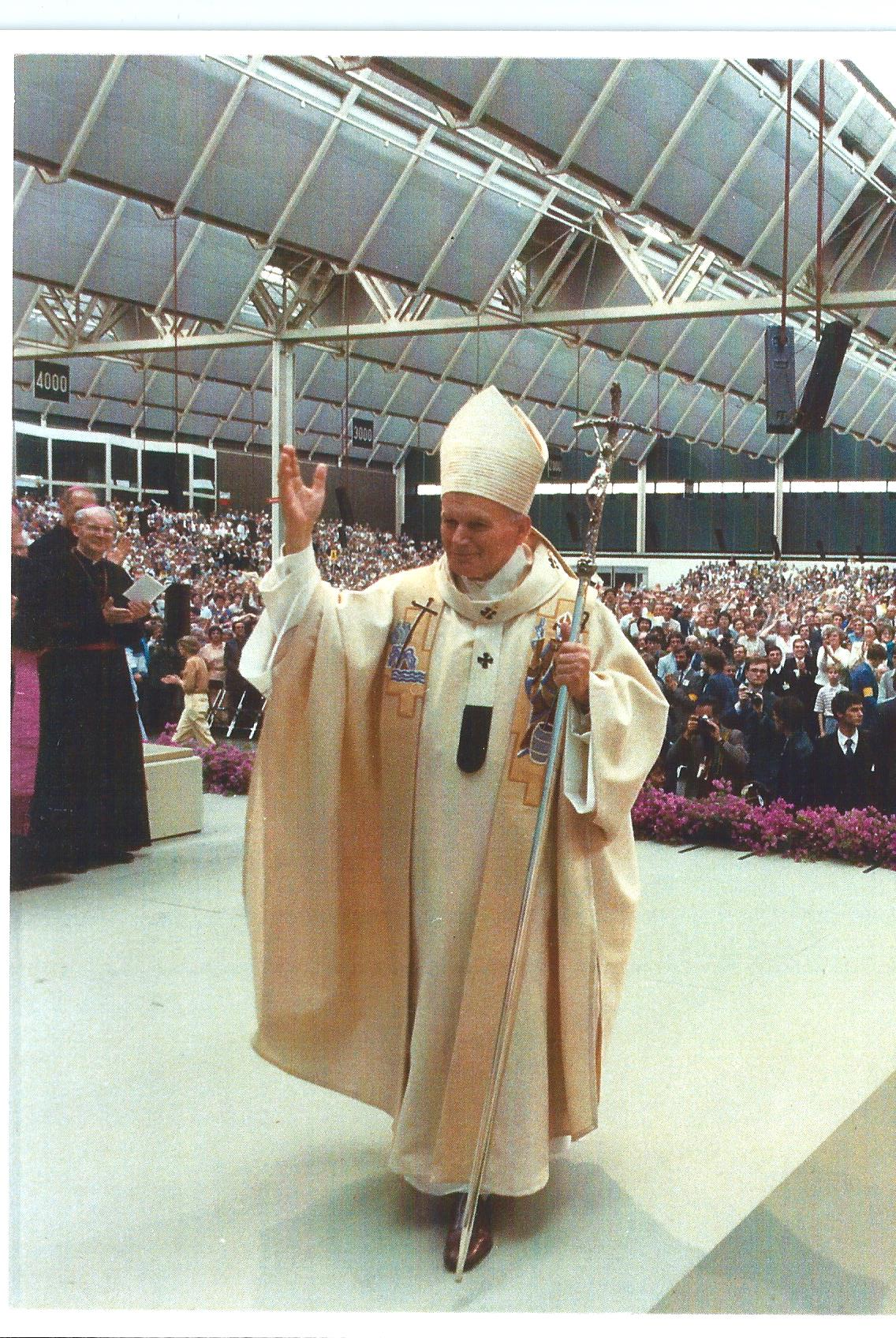
Paus Johannes Paulus II in de Jaarbeurs te Utrecht (12 mei 1985)

Het Pastoraal bezoek van paus Johannes Paulus II aan Nederland (dat deel uitmaakte van een langer bezoek waarin de paus ook België en Luxemburg bezocht) vond plaats van 11 tot en met 14 mei 1985. Het bezoek in Nederland werd gekenmerkt door grote veiligheidsmaatregelen en de kille ontvangst die de paus van de Nederlandse bevolking ten deel viel.

## Wat vooraf ging
Paus Johannes Paulus II was de eerste paus die een bezoek aan Nederland bracht, sinds paus Leo IX dit in de elfde eeuw deed, om de Sint-Laurentiuskerk in Voerendaal te wijden. Daarnaast heeft enkel paus Adrianus VI, die uit Utrecht afkomstig was, nog voet gezet op Nederlandse bodem.
Voorafgaand aan het bezoek had Elseviers Magazine een enquête gehouden onder de Nederlandse bevolking. Daaruit bleek dat de paus slechts voor 3% van de Nederlandse katholieken welkom was. In het satirisch televisieprogramma Pisa werd de paus al voor zijn aankomst door Henk Spaan en Harry Vermeegen gepersifleerd als Popie Jopie. Kritische katholieken hadden zich voorafgaand aan het bezoek verenigd in de Acht-Mei-beweging, uit onvrede met de volgens hen regerende orthodoxe stroming in de Nederlandse Katholieke Kerk. Later verklaarde pater van Munster (vicevoorzitter van de stichting Pausbezoek) dat het bezoek nooit had mogen plaatsvinden. Het bezoek kwam slechts tot stand omdat de paus al had toegezegd naar België en Luxemburg te gaan en toen kon Nederland niet achterblijven. Voorafgaand aan het bezoek waren er in Amsterdam posters opgehangen door de kraakbeweging, waarop de paus stond afgebeeld met een hakenkruis op zijn arm en een schietschijf op zijn hoofd. De posters beloofden een beloning van ƒ 15.000,- voor degene die de paus zou vermoorden. Toen aartsbisschop Simonis de paus waarschuwde dat er dergelijke posters waren opgehangen in Amsterdam, zei deze, verwijzend naar het bedrag dat op zijn hoofd was gezet: non è molto (dat is niet veel).

## Aankomst te Eindhoven
Op zaterdag 11 mei in de namiddag landde de paus op Vliegveld Welschap in Eindhoven. Hier kuste hij – zoals de paus gewoon was op al zijn reizen te doen – de Nederlandse bodem. Tijdens een korte welkomstceremonie, maakte de paus gewag van de goede band, die er is tussen dit land en de Heilige Stoel en noemde hij Nederland een land  dat altijd rijk is geweest aan menselijke en godsdienstige krachten. De ontvangst op de luchthaven was overigens al een voorteken voor wat er verder te gebeuren stond. In plaats van de honderdduizenden die normaal gesproken aanwezig waren, wanneer de paus een land bezocht, stonden slechts enkele duizenden toeschouwers voor het vliegveld van Eindhoven.
Diezelfde dag verplaatste het gezelschap zich naar 's-Hertogenbosch waar de paus deelnam aan een bidtocht door de stad, voorging in de Heilige Mis in de Sint-Janskathedraal, waar hij bovendien het altaar wijdde. In 's-Hertogenbosch was de stemming evenmin al te best. Een half jaar tevoren had de paus daar Johannes ter Schure, tot dan toe de vicaris-generaal van de Roermondse bisschop Gijsen, tot bisschop benoemd, zeer tot ongenoegen van de Bossche geloofsgemeenschap. Na afloop van de Mis had de paus nog een ontmoeting met vertegenwoordigers van het katholieke onderwijs. Ook in 's-Hertogenbosch waren de straten overigens vrijwel leeg.
's Avonds overnachtte de paus in de nuntiatuur in Den Haag, nadat hij daar eerst een maaltijd van asperges met zeetong had gegeten.

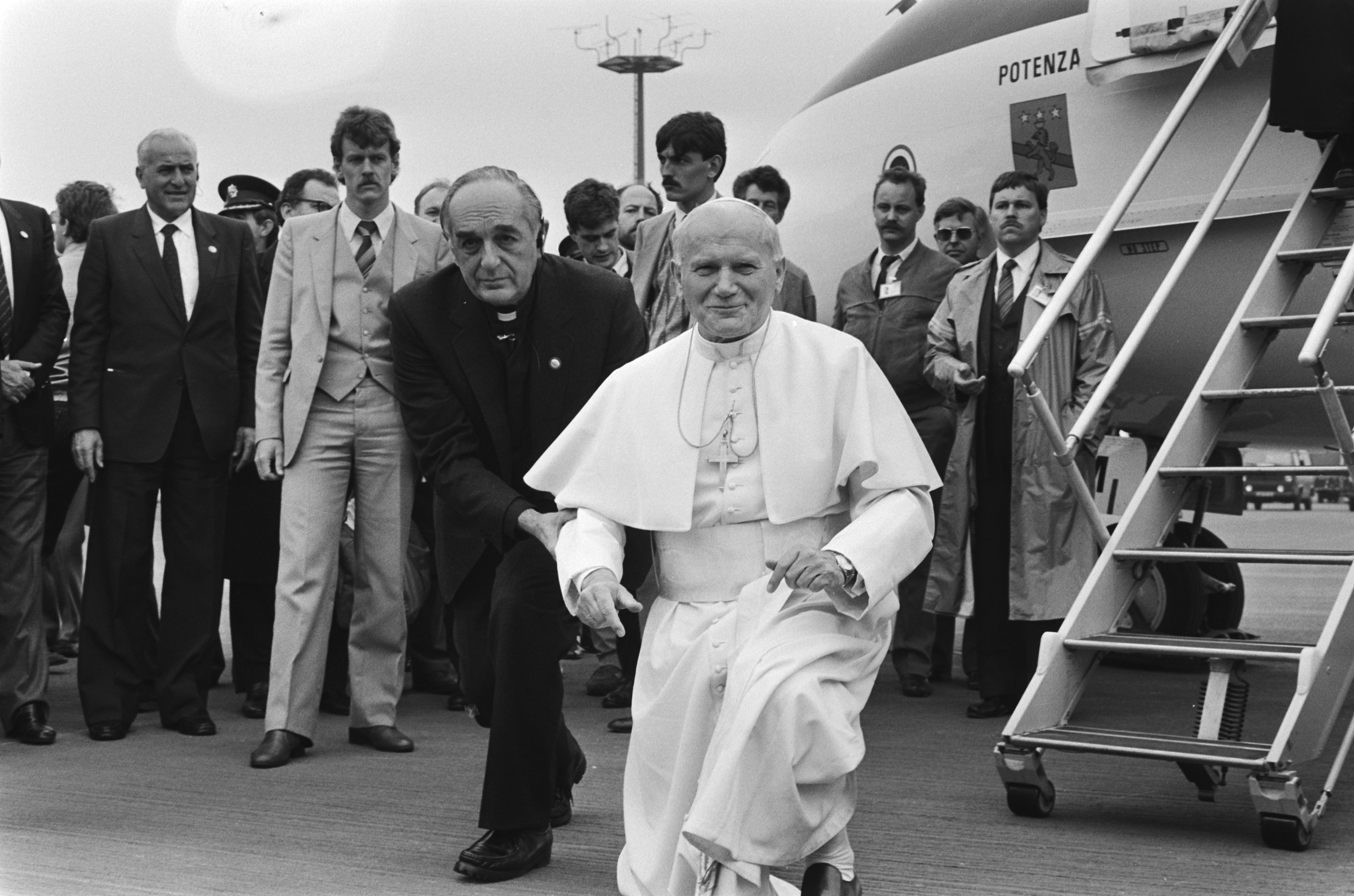
Aankomst op Vliegveld Welschap ondersteund door lijfwacht en curieprelaat mgr. Marcinkus
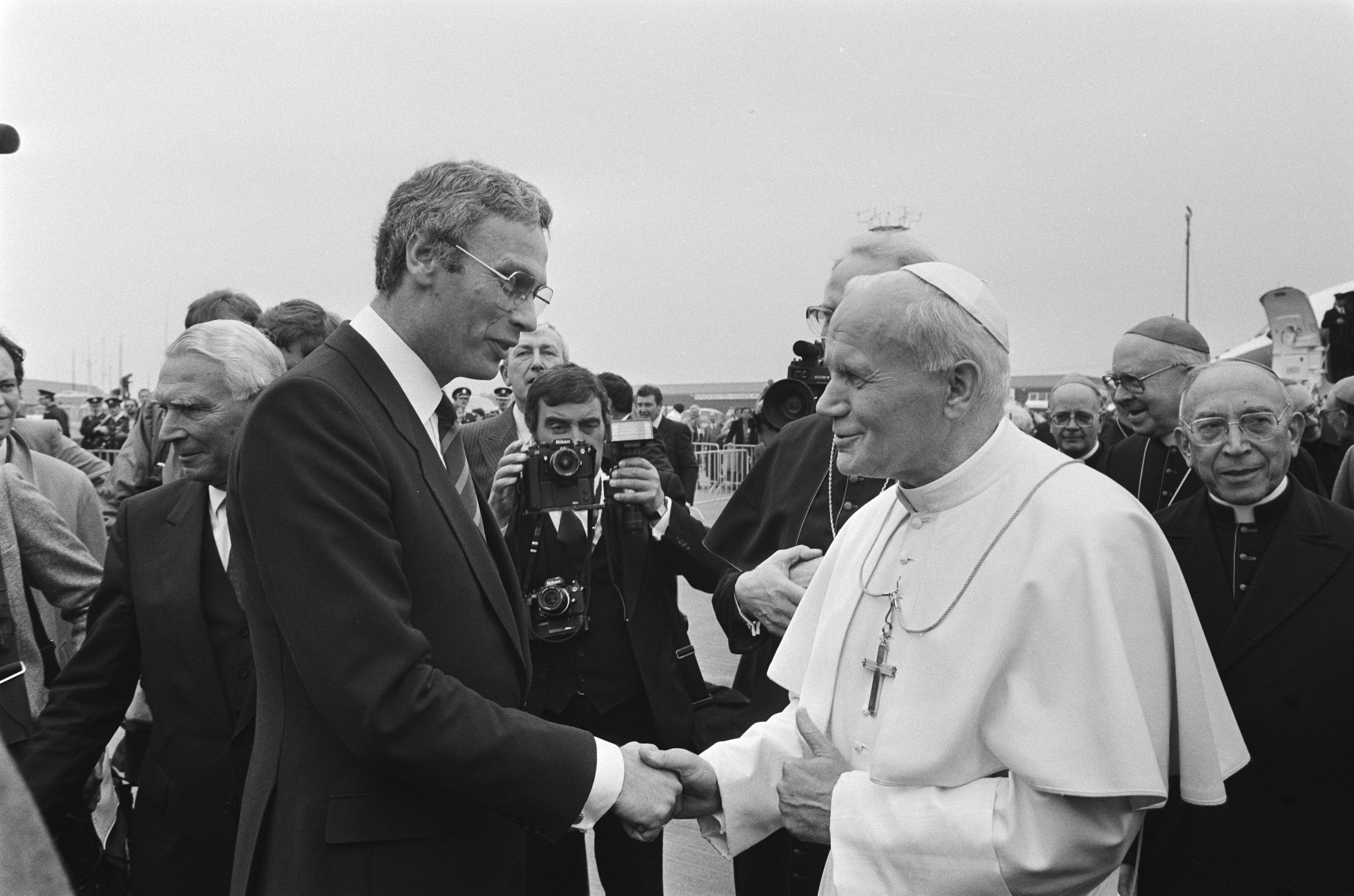
De paus begroet minister van Buitenlandse Zaken Van den Broek
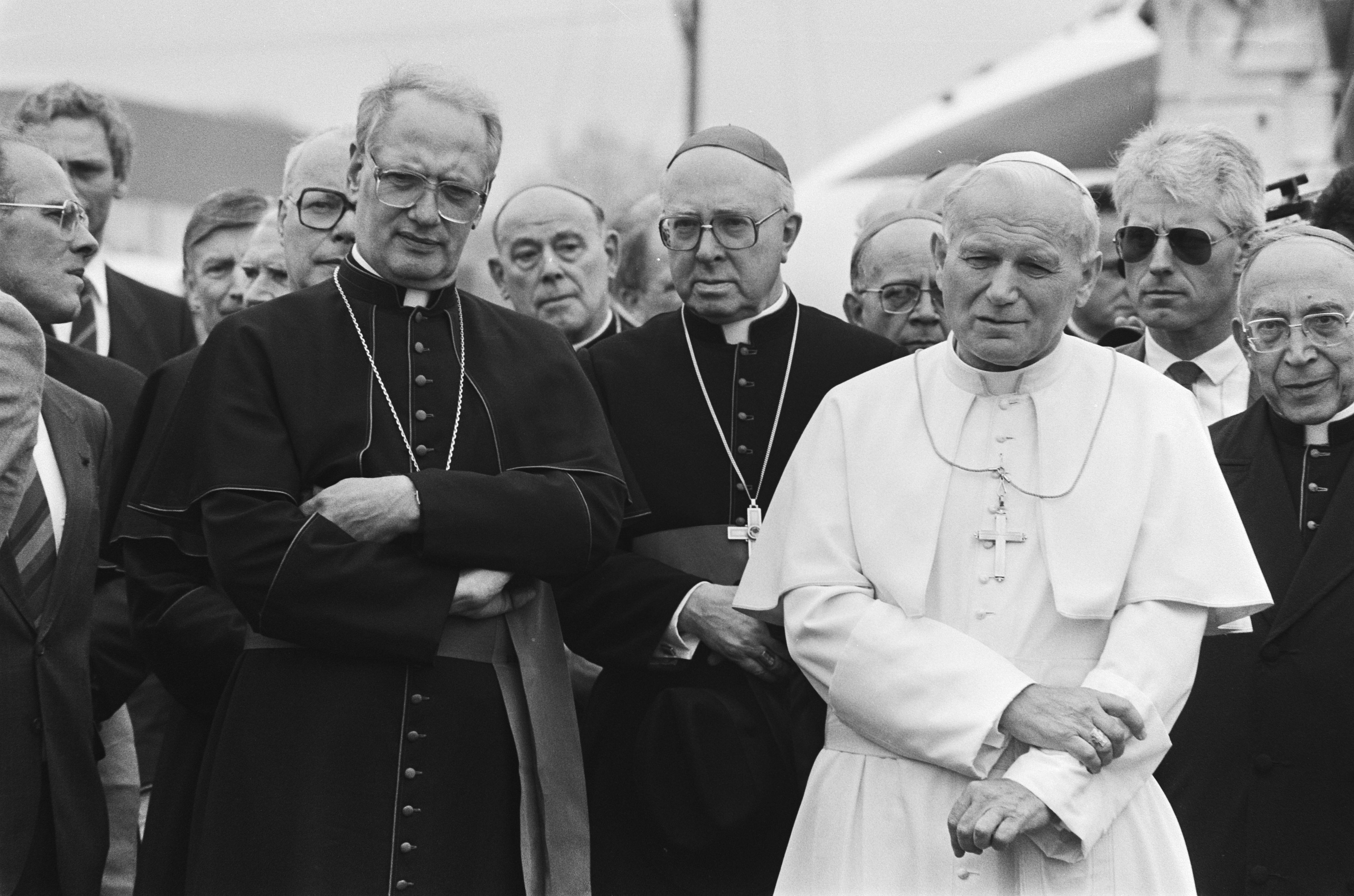
De paus met de kardinalen Simonis en Willebrands
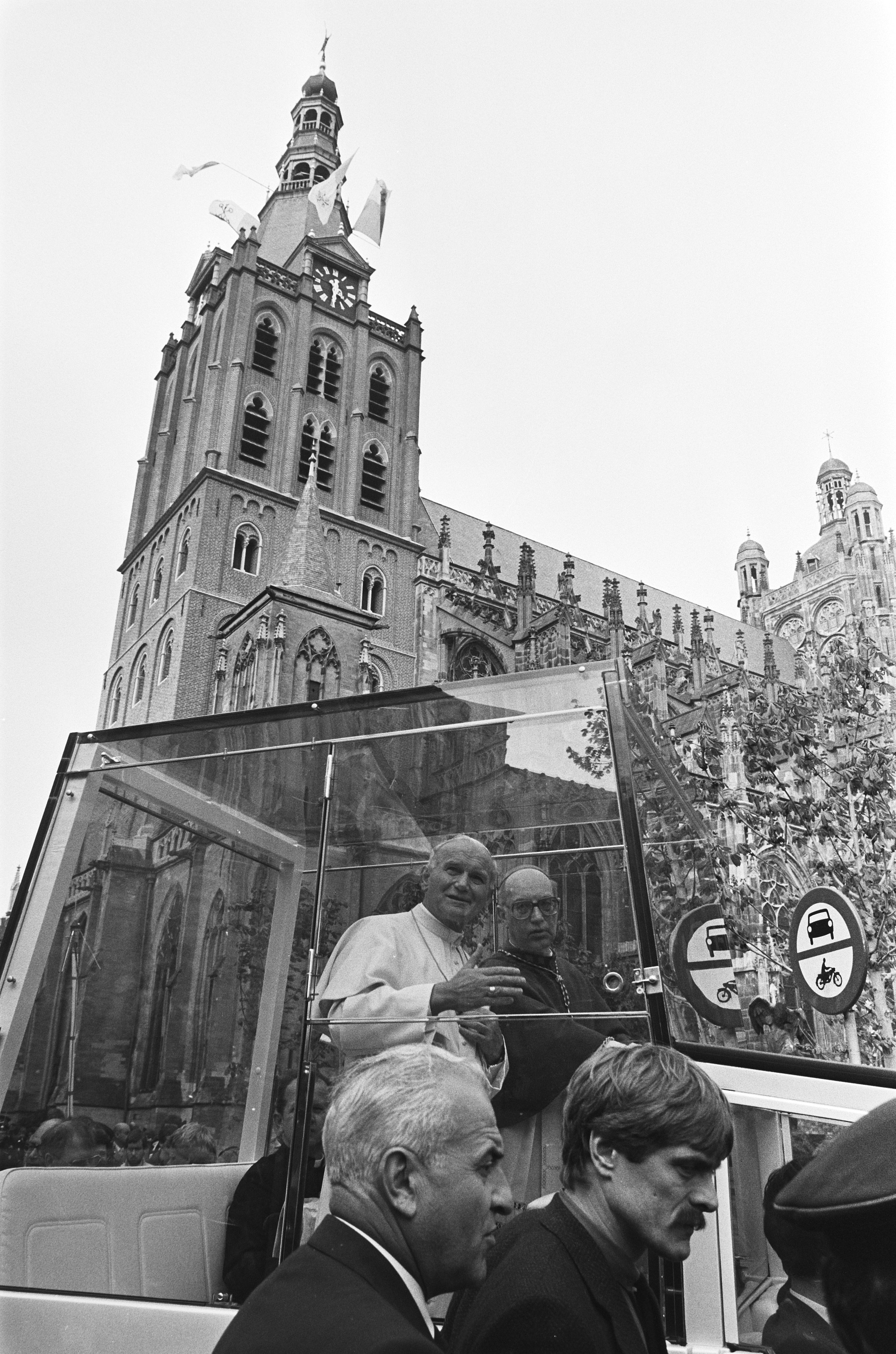
De paus rijdt met bisschop Ter Schure in de Pausmobiel langs de Sint-Jan in Den Bosch

## Utrecht
Op 12 mei bracht de paus de gehele dag door in Utrecht. In de ochtend had hij een ontmoeting met vertegenwoordigers van de Nederlandse kloosterlingen. Vervolgens speelde het programma zich af in de Jaarbeurs. De bus waarin de paus zat, kon wegens een demonstratie van ongeveer 4000 deelnemers niet bij de hoofdingang van de Jaarbeurs komen en moest achterom rijden. De Mobiele Eenheid voerde charges uit. Twee agenten losten waarschuwingsschoten. De ramen van een politiejeep werden ingegooid. Er werd met stenen gegooid en ook ramen van het paushuis, dat de paus die dag zou bezoeken, werden ingegooid.
In de jaarbeurs had de paus een aantal ontmoetingen: met vertegenwoordigers uit het welzijnswerk, met pastoraal werkenden en met vertegenwoordigers van Nederlandse missie-organisaties. De organisatie had bij deze bijeenkomst bewust kardinaal Alfrink buiten het programma gehouden en hem de aanwezigheid geweigerd. De organisatie vreesde dat Alfrink meer applaus zou krijgen dan de paus. Tijdens deze laatste ontmoeting speelde zich het meest gedenkwaardige moment van de dag af, toen Hedwig Wasser, vertegenwoordiger van de gezamenlijke missie-organisaties, in afwijking van haar tevoren goedgekeurde tekst sprak: Gaan we geloofwaardig om met de boodschap van het Evangelie, als een opgestoken vingertje gepredikt wordt in plaats van een toegestoken hand? Als geen ruimte maar uitsluiting wordt aangezegd aan ongehuwd samenwonenden, gescheidenen, gehuwde priesters, homoseksuelen én vrouwen? De paus vertrok geen spier. Hierna had de paus een ontmoeting met vertegenwoordigers van Nederlandse parochies. De dag werd afgesloten met een Heilige Mis in de Irenehal van de Jaarbeurs. De paus overnachtte in klooster Onze Lieve Vrouwe ter Eem te Amersfoort.

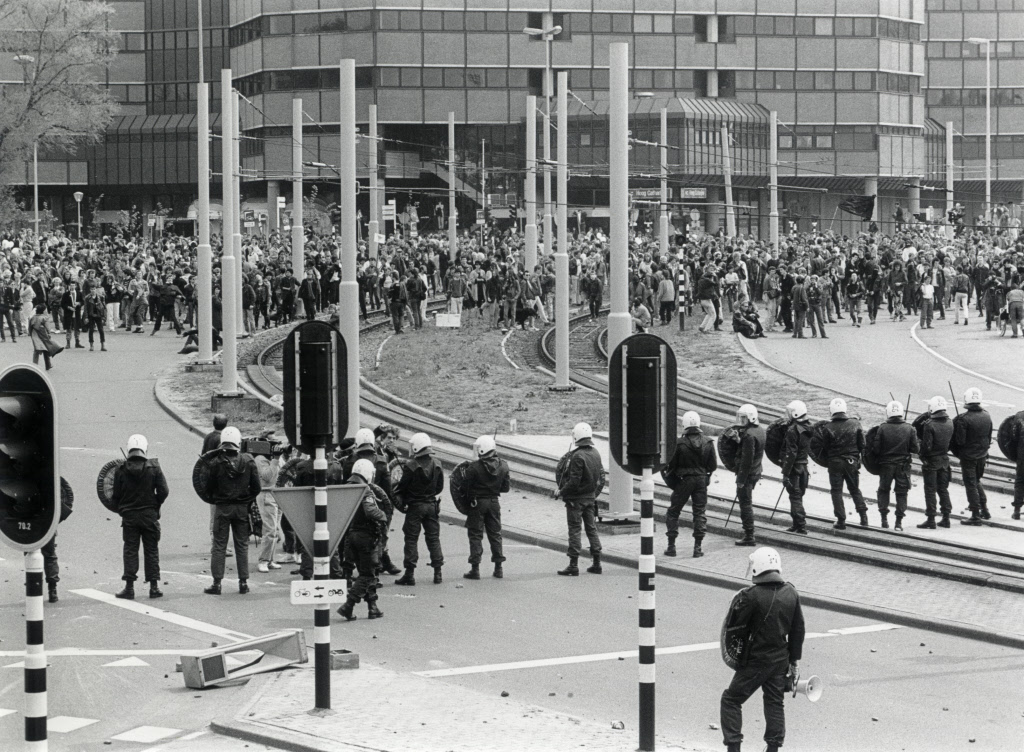
Confrontatie in Utrecht tussen naar de Jaarbeurs optrekkende demonstranten en de ME.
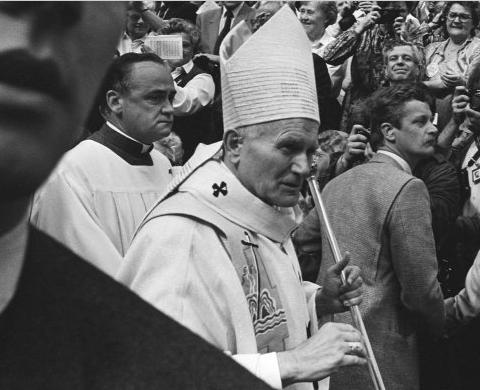
Johannes Paulus II in de Utrechtse Jaarbeurs, 12 mei 1985
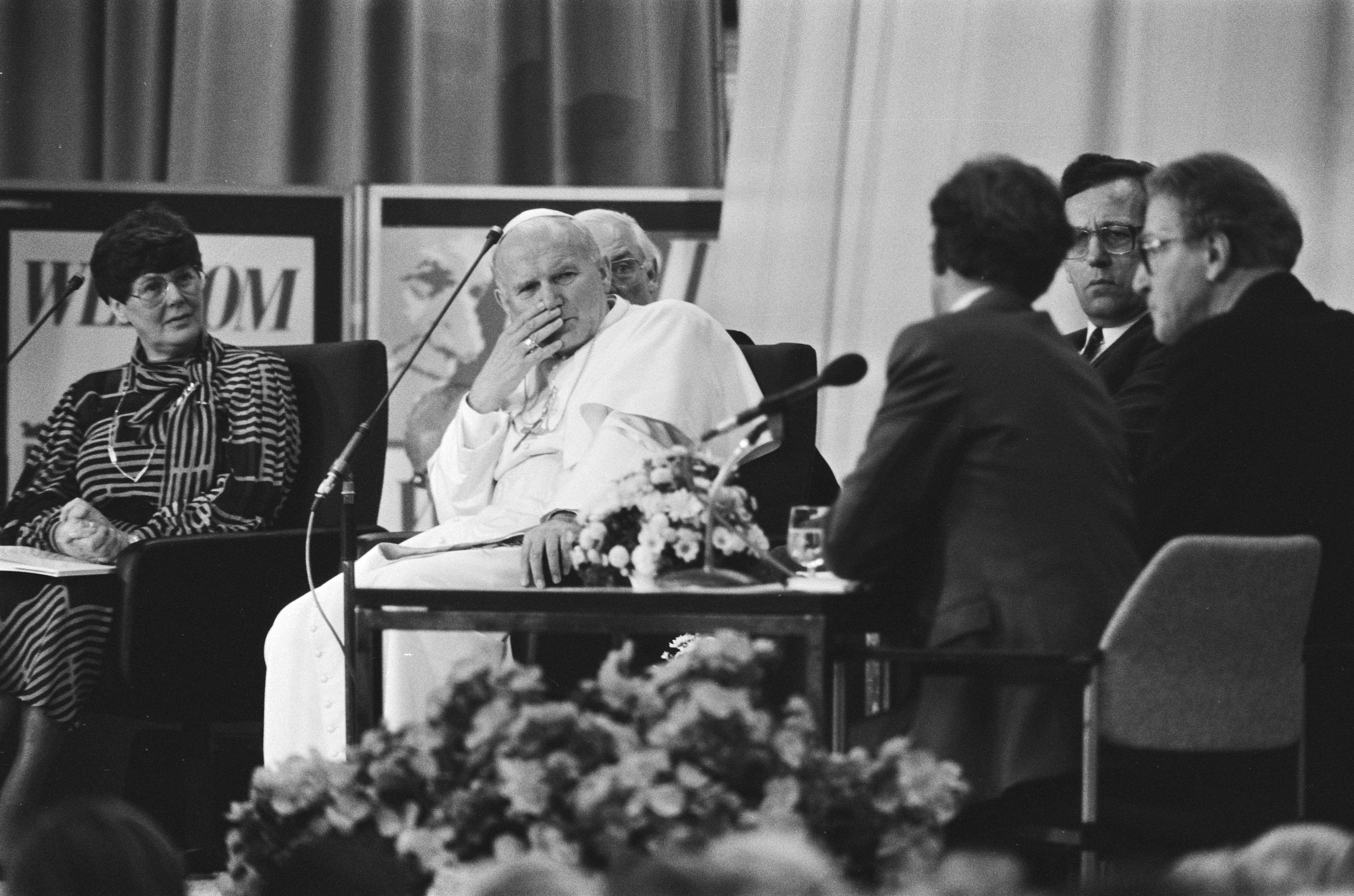
De paus luistert aandachtig naar maatschappelijke organisaties in de Jaarbeurs
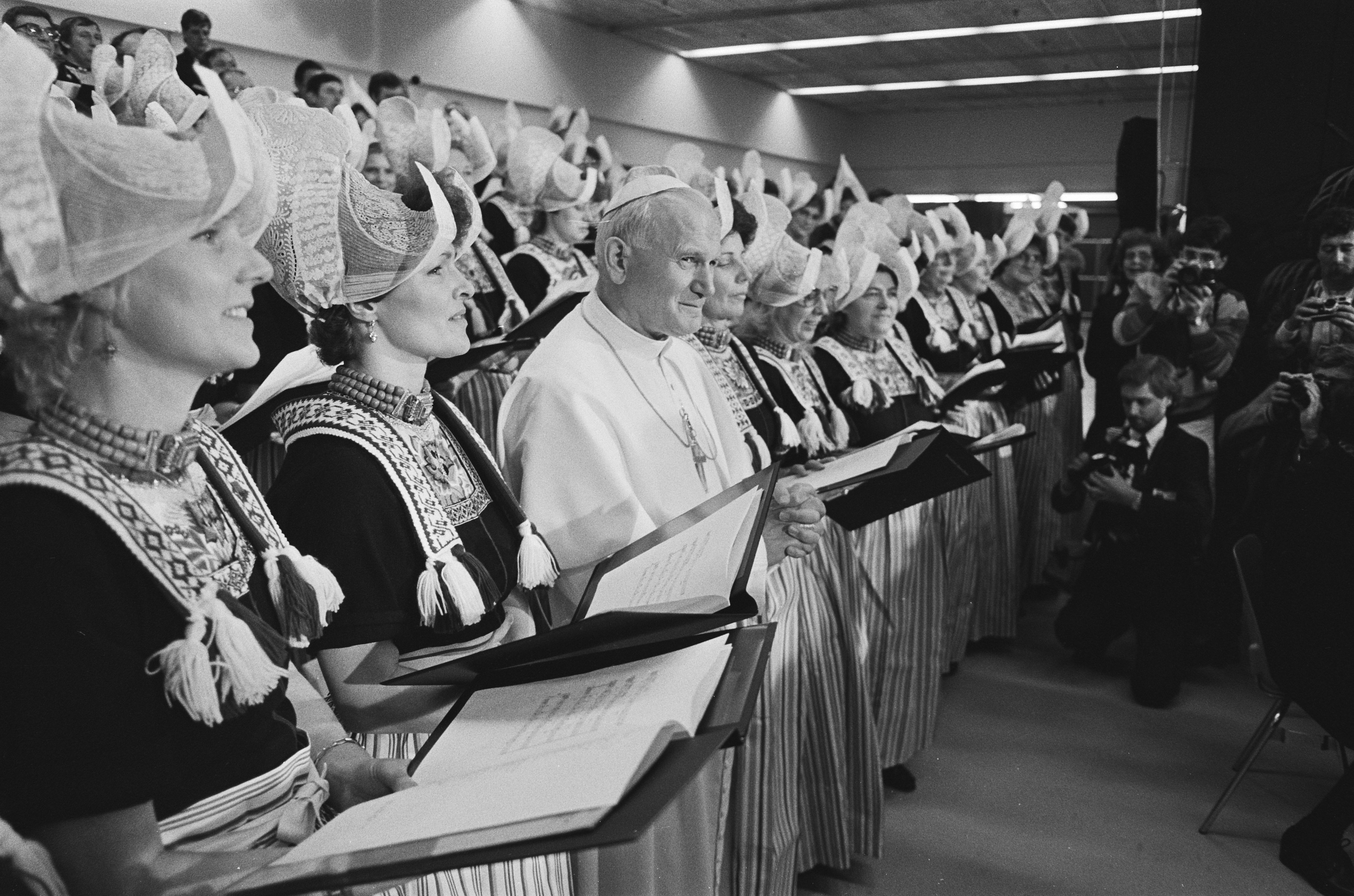
Samen met een Volendams zangkoor

## Den Haag, Maastricht en afscheid
De derde dag van het pausbezoek speelde zich af in Den Haag. In de Houtrusthallen ging hij voor in de Heilige Mis, met vertegenwoordigers van organisaties voor zieken en gehandicapten. Hierna had de paus ontmoetingen met het corps diplomatique en met vertegenwoordigers van regering en parlement. De paus bracht ook een bezoek aan het Vredespaleis en had een ontmoeting met vertegenwoordigers van andere christelijke kerken. De paus lunchte bij koningin Beatrix op Huis ten Bosch.
Op 14 mei bracht de paus een bezoek aan Maastricht. Hier bezocht hij het graf van de heilige Servaas en ging hij - op Maastricht Airport - andermaal voor in een Heilige Mis. In Amersfoort ontmoette de paus ook nog een groep jongeren op het terrein van het Constantinianum. Hier was vooral opmerkelijk dat de paus uitgebreid inging op de - vaak kritische - opmerkingen die de jongeren vooraf aan de paus hadden gestuurd. Zo zei de paus, onder meer:
De Kerk, beste jongens en meisjes, zal altijd een jonge Kerk moeten zijn. Zij moet zich van dag tot dag vernieuwen, zich voortdurend bekeren. Zij moet antwoord geven op de vragen van deze tijd. Jullie weten, beter dan wie ook, om welke vragen het gaat. Jullie zijn immers, meer dan wie ook, kinderen van deze tijd. En daarom hebben jullie kritiek op de Kerk. Ongezouten kritiek soms. Je zult kunnen begrijpen, dat wij ouderen daar nogal eens moeite mee hebben. Soms doen jullie ons ook pijn. En toch zouden wij niet graag hebben, dat je ermee ophoudt. Jullie moeten ons alles eerlijk blijven zeggen. Maar jullie moeten ook letten op de kritiek van onze kant: jullie kritiek moet voortkomen uit echte bezorgdheid voor de Kerk.
Na deze ontmoeting bracht de paus ook nog een privébezoek aan kardinaal Alfrink in diens bungalow op landgoed Dijnselburg in Huis ter Heide. Ten slotte hield de paus nog een toespraak tot de Nederlandse bisschoppen waarin hij herinnerde aan de Bijzondere Synode van de Nederlandse bisschoppen in 1980. Tijdens de afscheidsceremonie repte de paus met geen woord over de schaduwkanten van het bezoek. Hij zei slechts: Ik heb veel bewondering gevoeld voor zijn (Nederlands) orde en schoonheid, welvaart en gastvrijheid, voor de robuuste gezondheid, de werklust en de godsdienstzin van zijn bevolking. Mijn hart is vol dankbaarheid en vreugde.. De paus reisde door naar Luxemburg, waar hem een hartelijker ontvangst wachtte. Kardinaal Simonis was blij dat het bezoek voorbij was: Er is nooit een dag geweest dat ik zo’n geweldige zucht van verlichting heb geslaakt als toen we in het vliegtuig naar Luxemburg zaten.

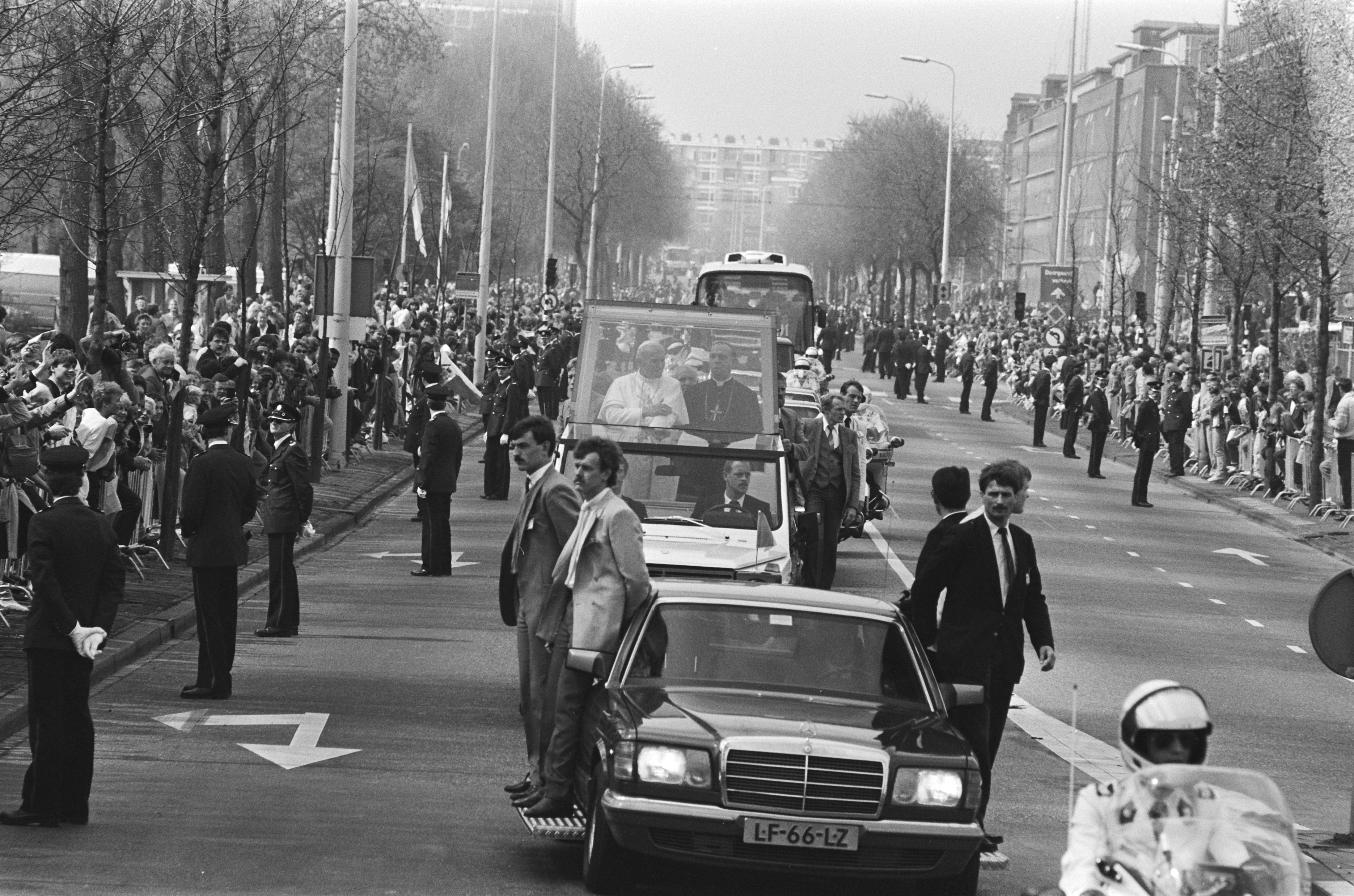
Strenge bewaking tijdens de tocht door Den Haag
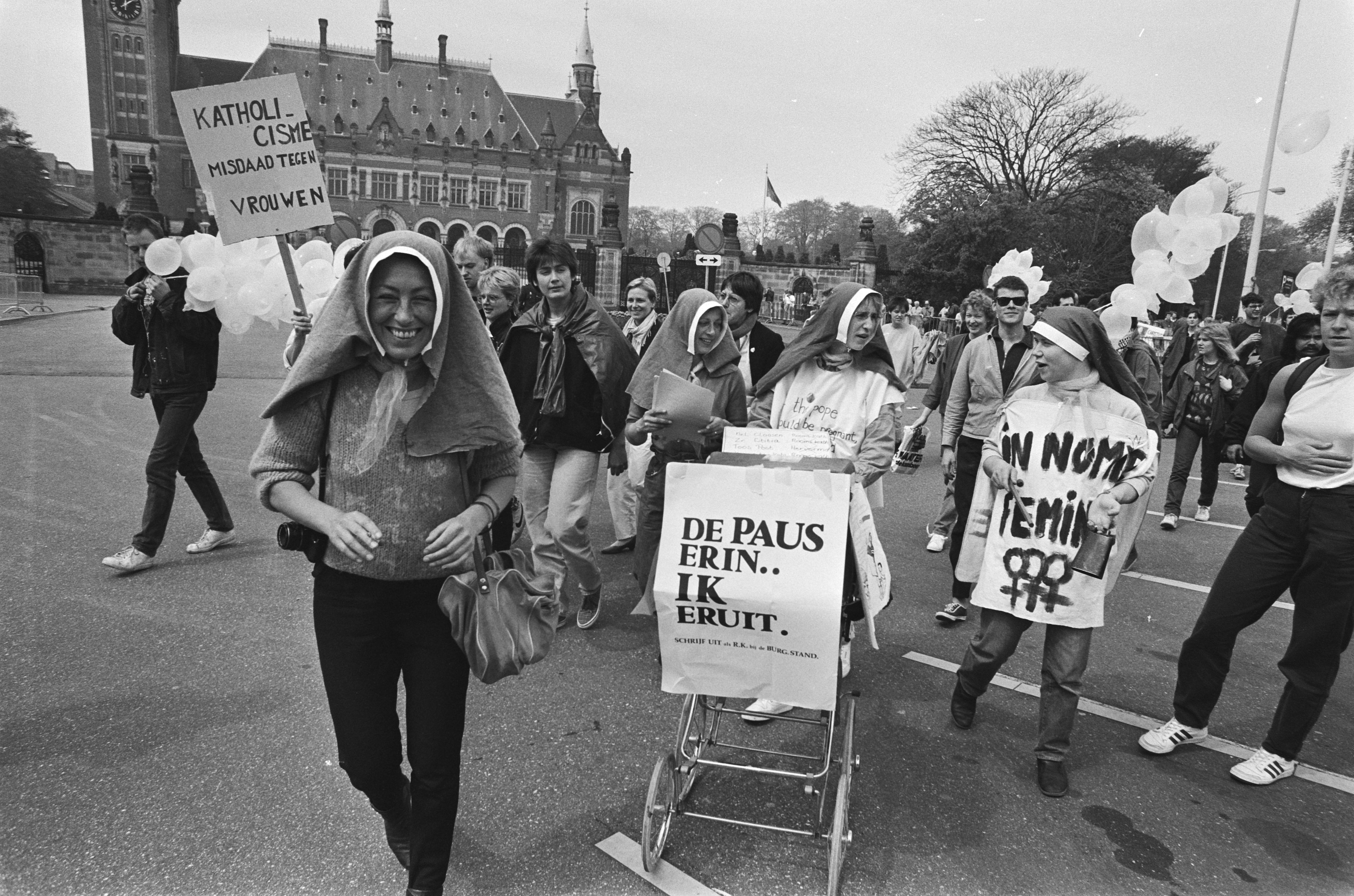
Demonstratie bij het Vredespaleis
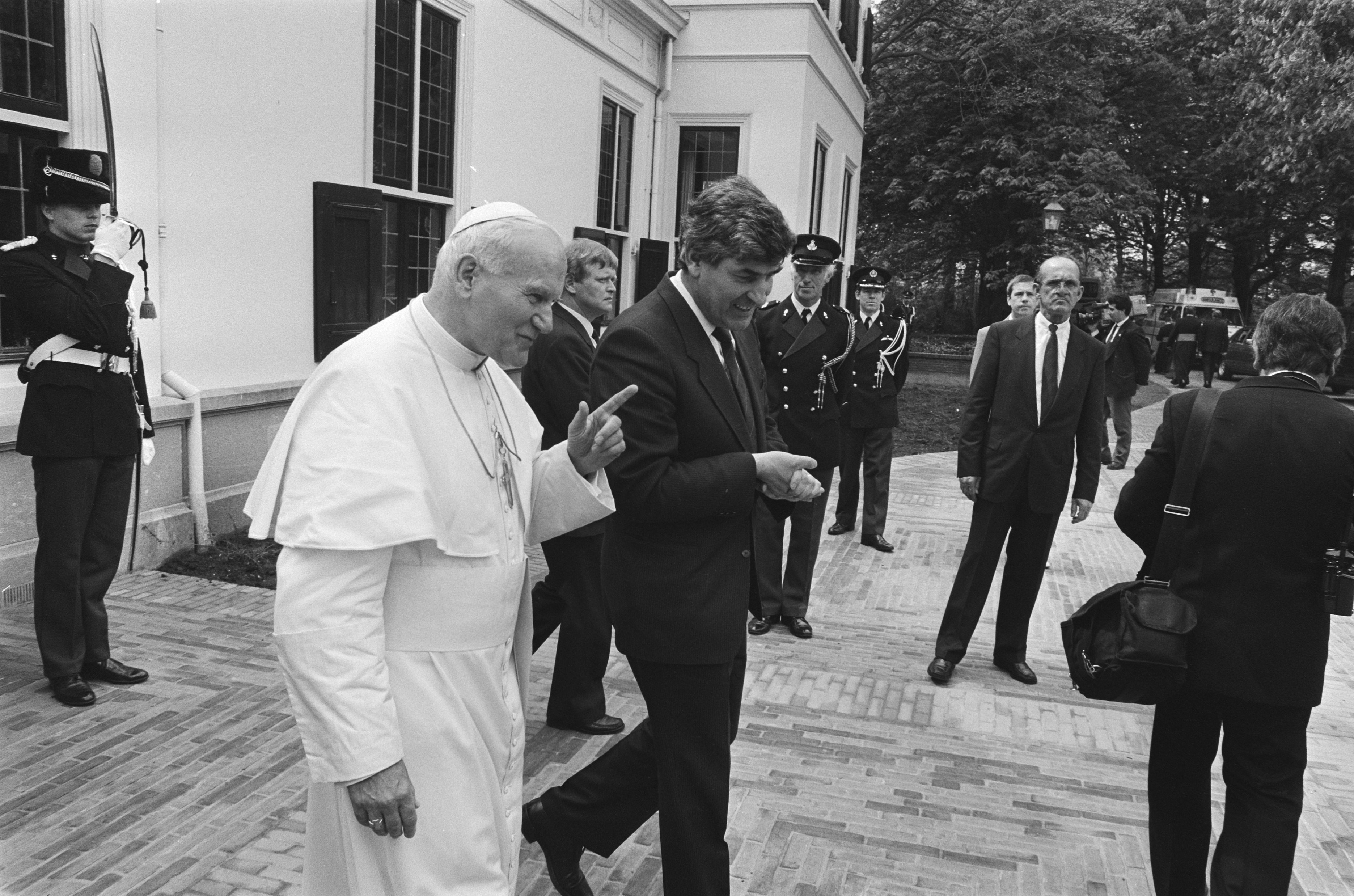
Ontmoeting met premier Lubbers bij het Catshuis
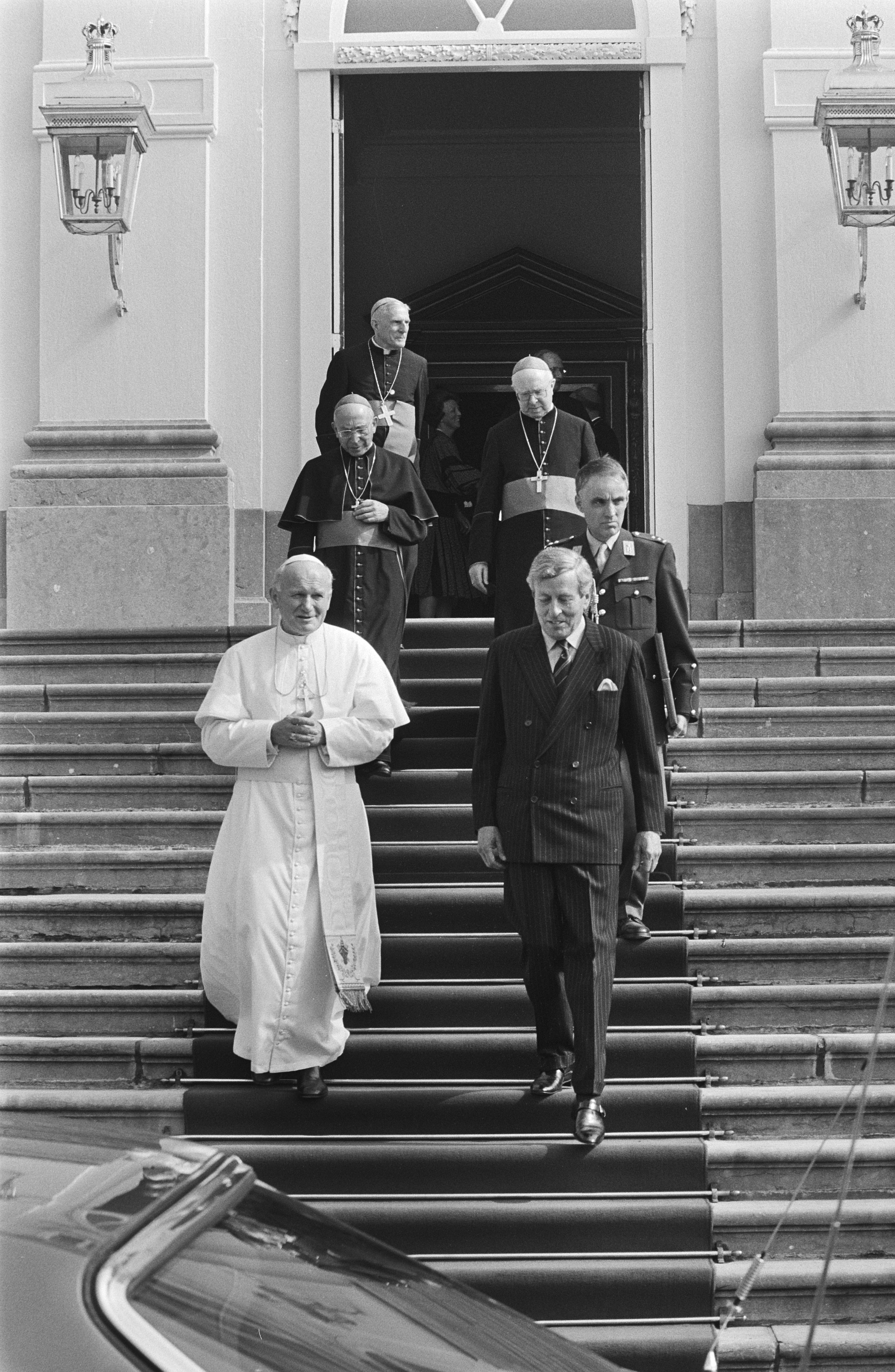
Na de lunch met koningin Beatrix op Paleis Huis ten Bosch
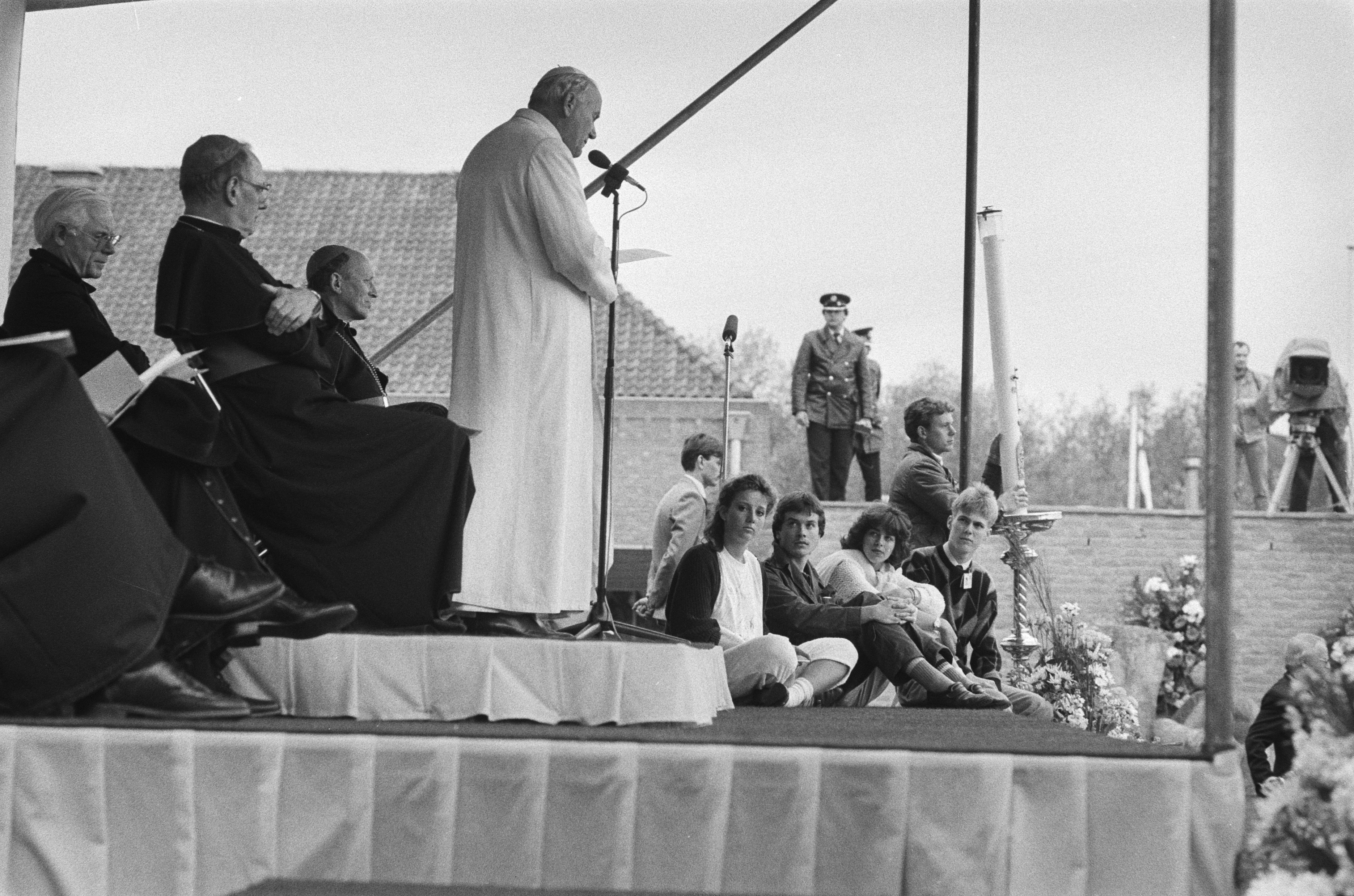
Ontmoeting met jongeren in Amersfoort
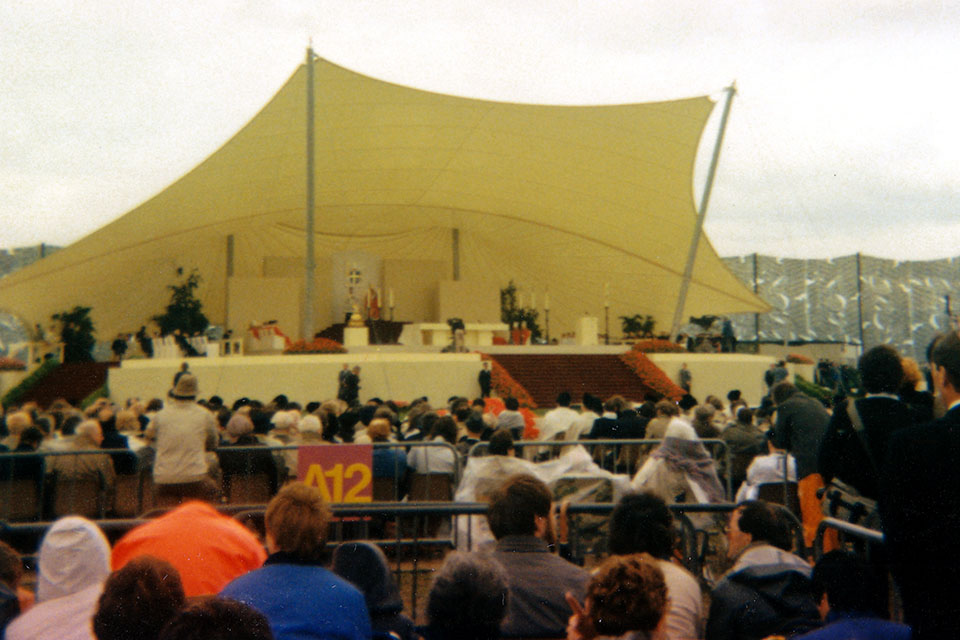
Paus tijdens de Hl. Mis op Vliegveld Beek

## Gerard Reve
Gerard Reve was voor de gelegenheid van het pausbezoek ingehuurd als speciale verslaggever van NRC Handelsblad. Zijn dagelijkse bijdragen werden later gebundeld in het boekje Roomse Heisa.